# Aris Christofellis
Aris Christofellis ( grec moderne : Άρης Χριστοφέλλης ; né le 5 février 1960) est un sopraniste grec (soprano masculin) et musicologue . 

## Biographie
Aris Christofellis naît à Athènes. Après avoir étudié le piano à Athènes et Paris avec plusieurs professeurs, dont le célèbre pianiste France Clidat, il décide de se concentrer sur le développement de sa voix chantante unique de soprano masculin, étudiant avec Fofi Sarandopoulo. Il fait ses débuts à Bordeaux en 1984. En 1985, il chante Exsultate, jubilate de Wolfgang Amadeus Mozart à Cannes, au concert d' inauguration du Midem Classique, où il est accueilli avec enthousiasme par le public et la critique. 
Son répertoire s'étend de la Renaissance à la musique contemporaine, mais il se concentre sur l'opéra baroque italien. La technique vocale d'Aris Christofellis et son goût pour les ornements historiquement informés ont été très appréciés à travers le monde et, en tant que musicologue, il a mis en lumière de nombreuses œuvres de cette période et a traité en particulier l'ornementation de la musique vocale des 18e et 19e siècles. En plus des lieder et des chansons folkloriques, il se concentre principalement sur l'opéra baroque et il est connu pour chanter des rôles écrits pour des castrats. Il détient une discographie étendue et ses nombreux enregistrements réalisés pour EMI Classics entre le milieu des années 1990 et le début des années 2000 sont d'une importance capitale pour la redécouverte de la musique vocale du baroque tardif et du début de la période classique. 
Depuis la fin des années 1990, Aris Christofellis a considérablement réduit ses performances de concert et d'opéra et a commencé une carrière réussie en tant que professeur de chant en Grèce et dans plusieurs autres pays, dont l'Italie.